# マジックナンバー (坂本真綾の曲)
「マジックナンバー」は、坂本真綾の17作目のシングル。2009年11月11日にflying DOGから発売された。

## 概要
- テレビアニメ『こばと。』オープニングテーマで、前作「雨が降る」から1年ぶりのリリースとなる。シングルの作詞は坂本自身、作曲はROUND TABLEの北川勝利が担当している。
- ボーナス・トラックとして、坂本真綾 LIVE TOUR 2009「かぜよみ」で行われた2009年1月24日東京国際フォーラム公演のライブ音源より、「カザミドリ」と「ポケットを空にして」を収録している。
- 累計出荷枚数は2万枚。

## 収録曲
1. マジックナンバー [5:01]
作詞：坂本真綾、作曲・編曲：北川勝利、ストリングアレンジ：河野伸
2. Private Sky [4:13]
作詞：坂本真綾、作曲：多保孝一、編曲：中村タイチ
3. カザミドリ -live version- [5:09]
作詞：坂本真綾、作曲：横田はるな、編曲：河野伸
4. ポケットを空にして -live version- [4:43]
作詞：岩里祐穂、作曲：菅野よう子、編曲：河野伸

## タイアップ
マジックナンバー
- BS2アニメ『こばと。』オープニングテーマ
- VIVRE「ビブレ情熱バーゲン2010年正月」CMソング